# Sarcophaga latipennis
Sarcophaga latipennis är en tvåvingeart som först beskrevs av Jacentkovsky 1937.  Sarcophaga latipennis ingår i släktet Sarcophaga och familjen köttflugor.
Artens utbredningsområde är Bulgarien. Inga underarter finns listade i Catalogue of Life.